# Austria Classic Hotel Wien
Das Austria Classic Hotel Wien befindet sich in der Praterstraße im 2. Wiener Gemeindebezirk Leopoldstadt. Es ist Mitglied der Gruppe Austria Classic Hotels und trug bis 1. Jänner 2008 den Namen Hotel Nordbahn.

## Geschichte
Ursprünglich diente das 1808 fertiggestellte Gebäude Zum schwarzen Tor auf der Praterstraße Nr. 72 (bis 1862 Jägerzeile), als Wohnhaus für Peter Danhauser und verfügte nur über zwei Stockwerke. 1838, ein Jahr nach der Eröffnung der Kaiser-Ferdinands-Nordbahn (der ersten Dampfeisenbahn Österreichs) und des ersten Bahnhofsgebäudes des k.k. Nordbahnhofs (heute Bahnhof Wien Praterstern) in der Nordbahnstraße, erhielt das Gebäude ein weiteres Stockwerk und wurde als Hotel Nordbahn eröffnet.
Zwischen 1843 und 1849 erfolgten weitere Aus- und Zubauten des Hotels durch Josef Scheiflinger. Das Hotel ist seit dieser Zeit in Familienbesitz.
Nach dem 3. Juli 1866, in der letzten Phase nach der Niederlage Österreichs und Sachsens gegen die Truppen Preußens im Deutschen Krieg in der Schlacht bei Königgrätz, versammelten sich die Reste der geschlagenen Nordarmee in den Schanzen von Floridsdorf. Und im „Hotel Nordbahn“ an der Praterstraße war das Oberkommando der unglücklichen Armee bis zu deren Auflösung etabliert.

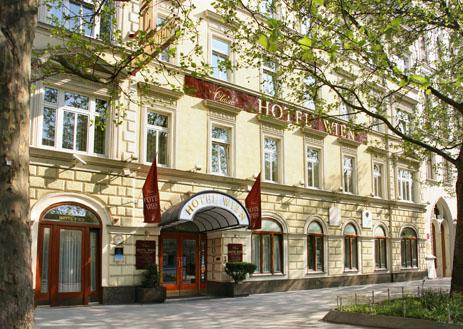
Das Austria Classic Hotel Wien

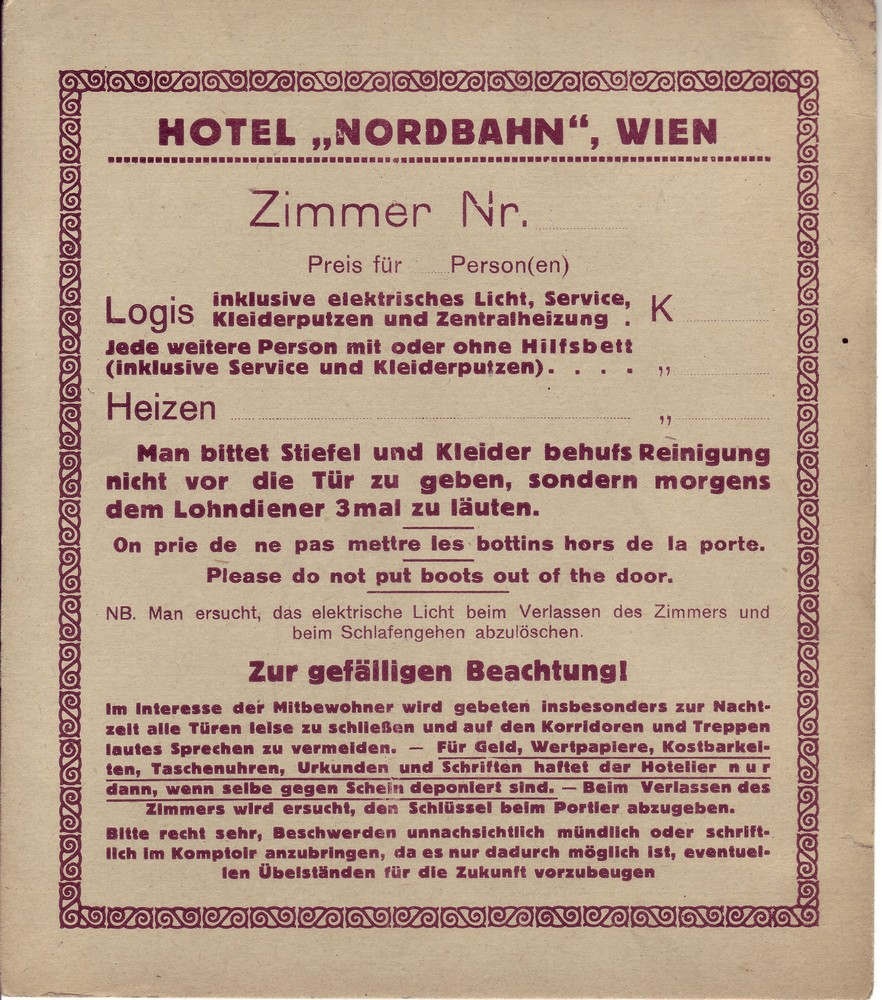
Zimmerhinweistafel, um 1903

Zwischen 1944 und 1945 wird das Gebäude im Zweiten Weltkrieg teilweise schwer beschädigt und bleibt nach Kriegsende bis 1955 unter sowjetischer Verwaltung. Nach Ende der Besatzung geht die Hotelleitung wieder an Kommerzialrat Felix Scheiflinger, der das Haus 1908 von seinem Vater Josef Scheiflinger übernommen hatte. 1961 geht die Leitung des Hotels an Erika Blumauer, die Tochter Felix Scheiflingers, die die Modernisierung des Hauses vorantreibt und die Leitung 1973 ihrem Sohn Reinhard Blumauer übergibt.
Anlässlich der bevorstehenden Eröffnung des neuen Bahnhofs Wien Praterstern (vorher Bahnhof Wien Nord, davor Bahnhof Praterstern, urspr. k.k. Nordbahnhof) unterzog sich auch das Hotel Nordbahn im 170. Jahr seines Bestehens einem Rebranding und trägt seit 1. Jänner 2008 den Namen Austria Classic Hotel Wien.
Der jüngste Führungswechsel erfolgte 2010 mit Reinhard Blumauers Übergabe der Geschäftsführung an seine Tochter Ines Pietsch, die damit „zu einer der jüngsten Hotelgeschäftsführerinnen Österreichs“ avancierte.

## Historische Aufnahmen

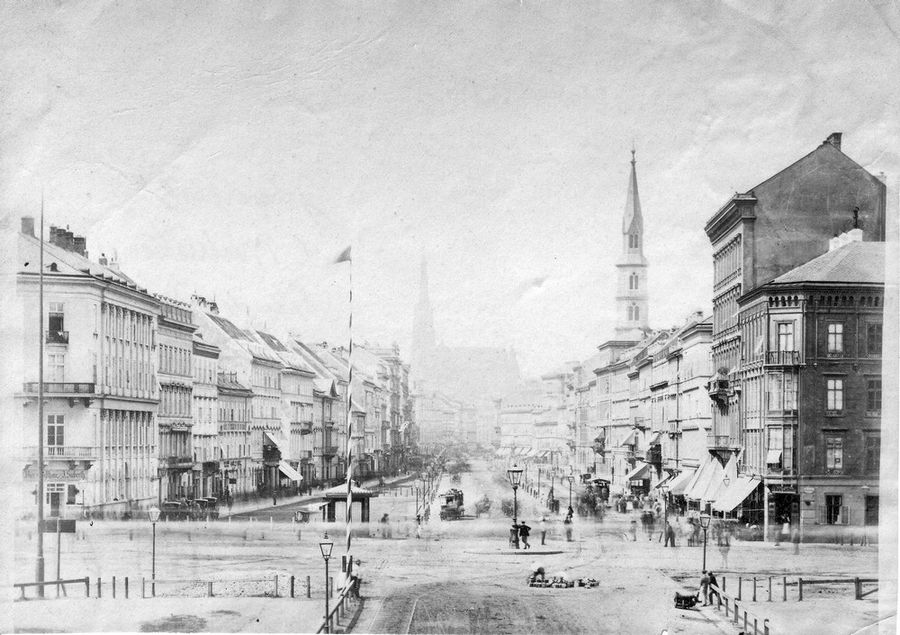
Sehr frühe Aufnahme des Hotels (4.v.l.)
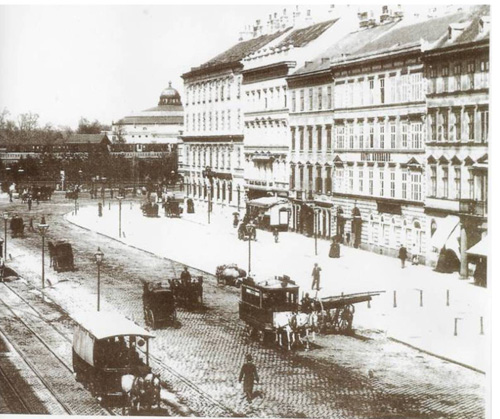
Das Hotel vor 1898
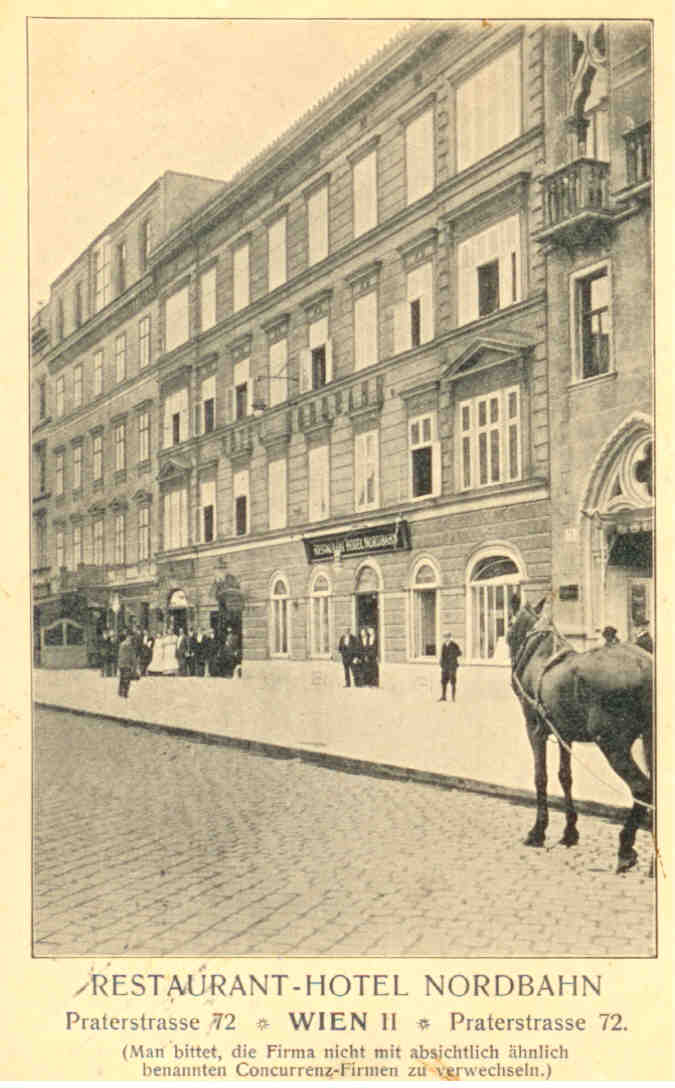
Annonce, um 1900
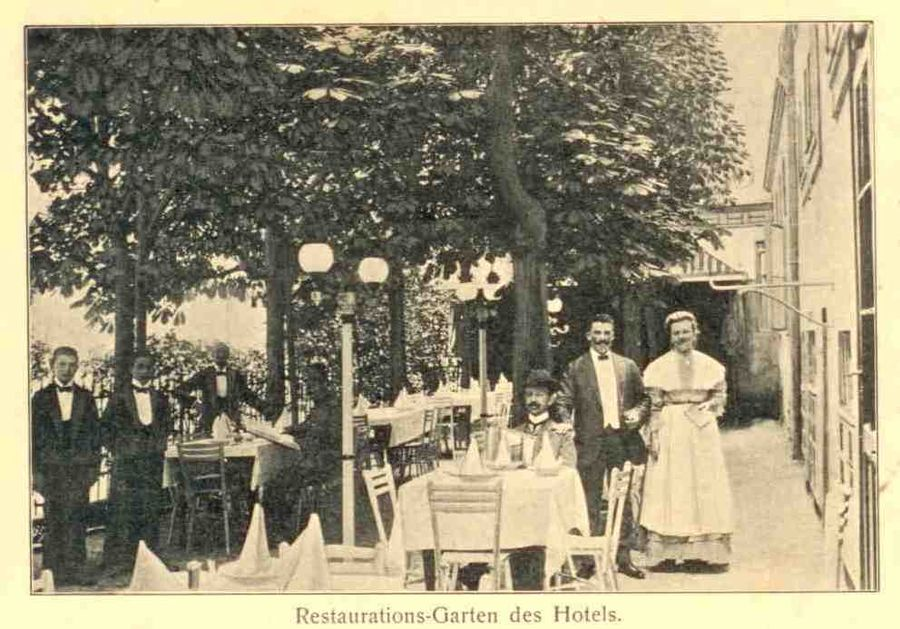
Gastgarten, um 1900
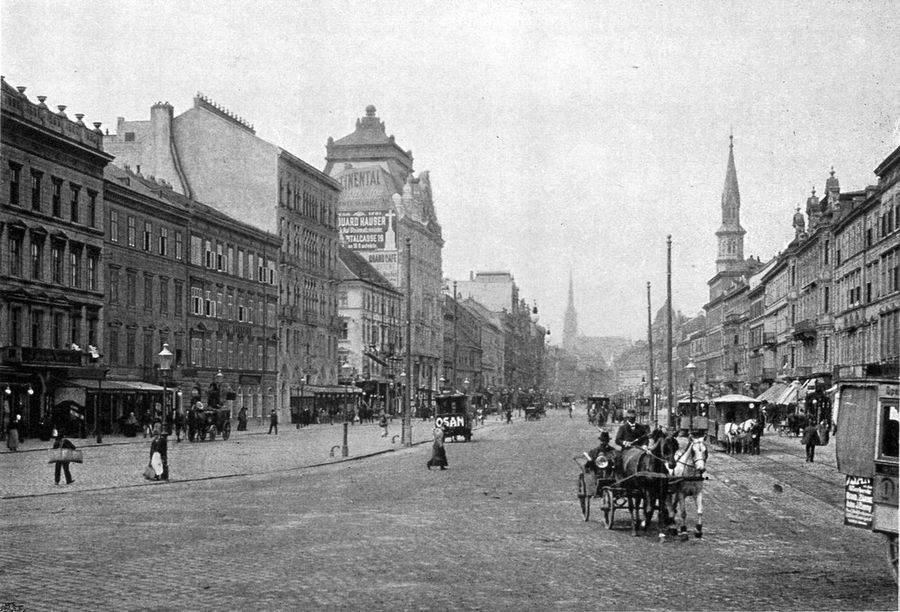
Aufnahme um 1906
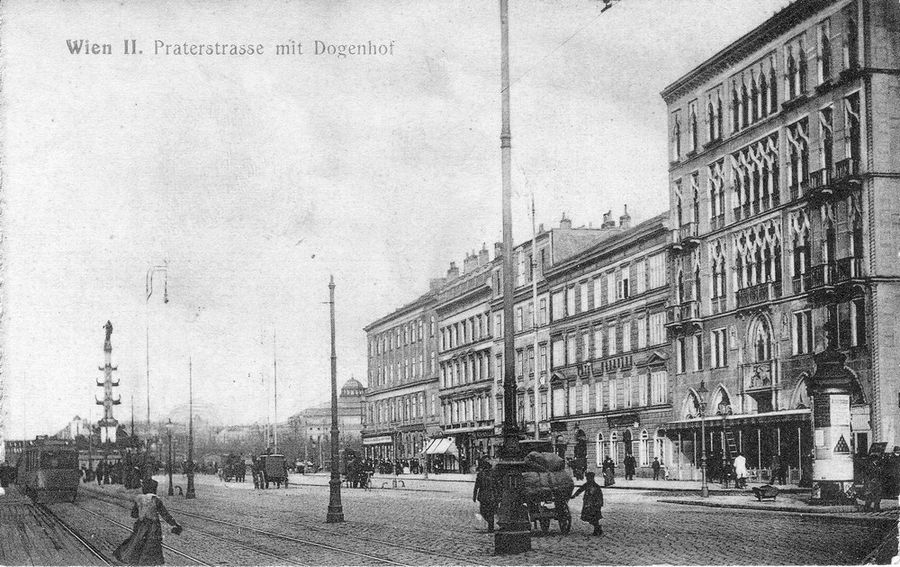
Aufnahme um 1908
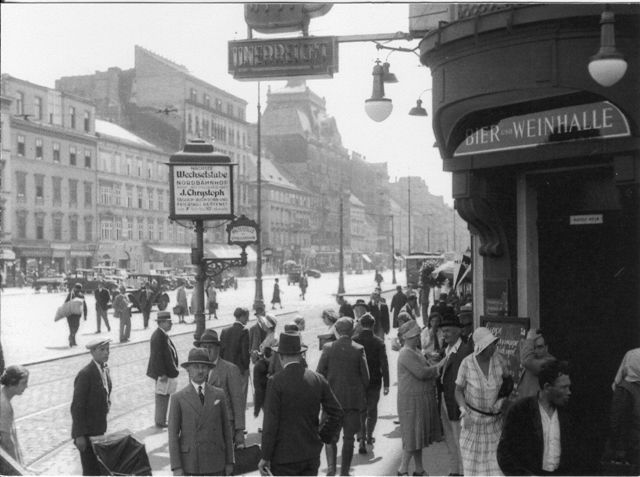
Aufnahme um 1908
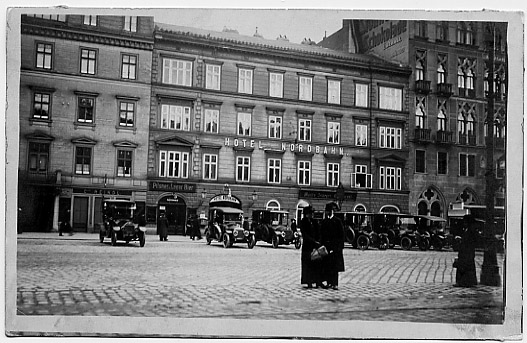
Aufnahme nach 1910
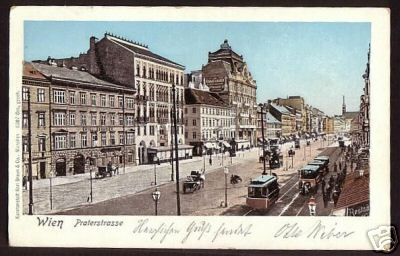
Postkartenansicht, 1911
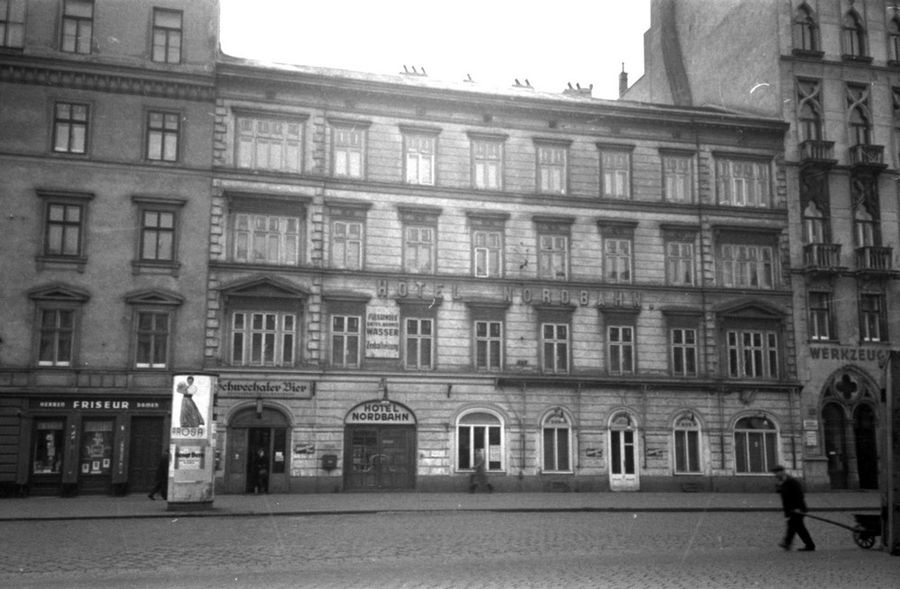
Aufnahme 1920er Jahre

## Berühmte Gäste

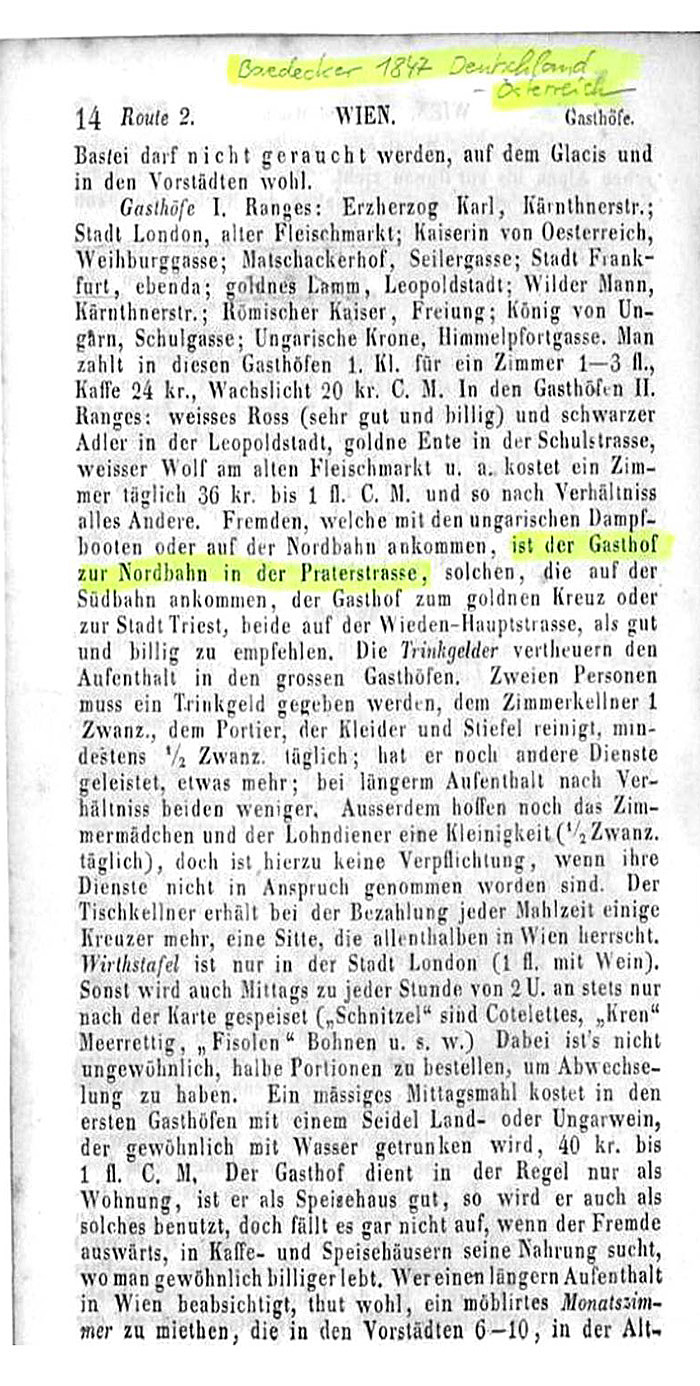
Das Hotel Nordbahn im Baedeker Reiseführer von 1847

- Der österreichisch-US-amerikanische Komponist Max Steiner wurde am 10. Mai 1888 im Hotel Nordbahn als Maximilian Raoul Steiner geboren. Er zählt zu den am meisten ausgezeichneten Komponisten des US-amerikanischen Films und wurde für seine Musik zu Filmen wie „Casablanca“ und „Vom Winde verweht“ weltberühmt.[5] Anlässlich des 100. Geburtstags von Max Steiner wurde 1988 von Hoteleigentümer Reinhard Blumauer, Bezirksvorsteher Heinz Weißmann und dem Wiener Bürgermeister Helmut Zilk eine Gedenktafel für den Komponisten enthüllt.[6]

- Ein polnisches Mitglied der Wiener Sezession, der bildende Künstler und Dramatiker Stanisław Wyspiański logierte im Sommer 1904 auf dem Rückweg von Bad Hall nach Krakau im Hotel Nordbahn, wo er sein deutschsprachiges dramatisches Fragment „Weimar 1829“ zu schreiben begann.[7] Seit 1996 erinnert eine Gedenktafel an der Fassade des Hotels an Wyspiańskis Aufenthalt.[8]

- Jeannie Ebner, die in Australien geborene österreichische Schriftstellerin, Übersetzerin und Herausgeberin der Zeitschrift „Literatur und Kritik“ lebte in der Nachkriegszeit in einer Wohnung im Hinterhof des Hotels Nordbahn, wo auch regelmäßig die Autorin Hertha Kräftner zu Gast war.[9]

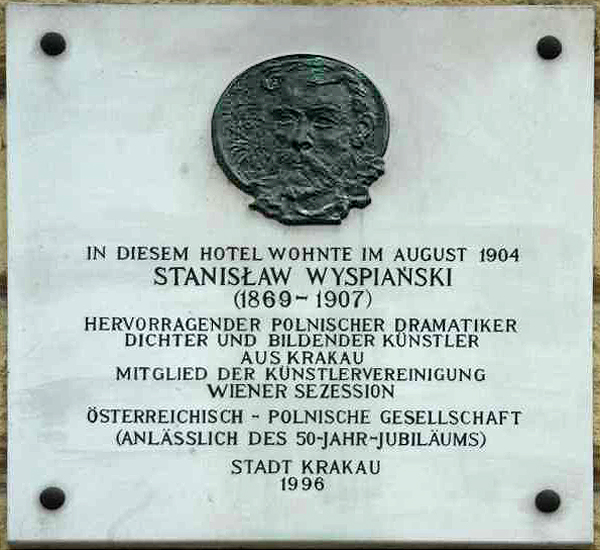
Gedenktafel für Stanisław Wyspiański (seit 1996)
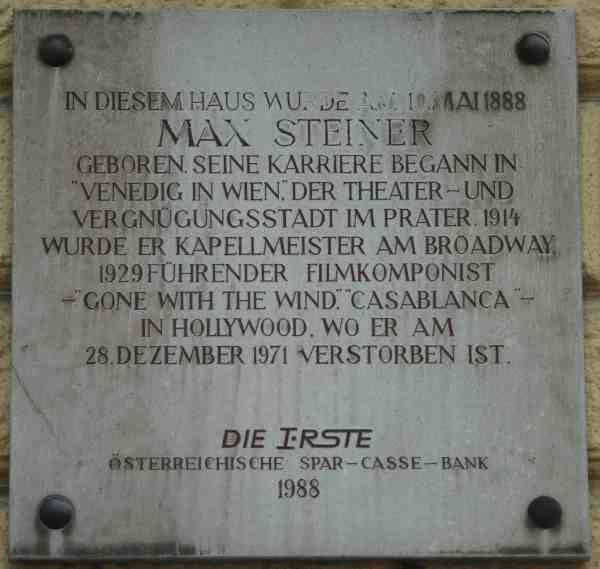
Gedenktafel für Max Steiner (seit 1988)
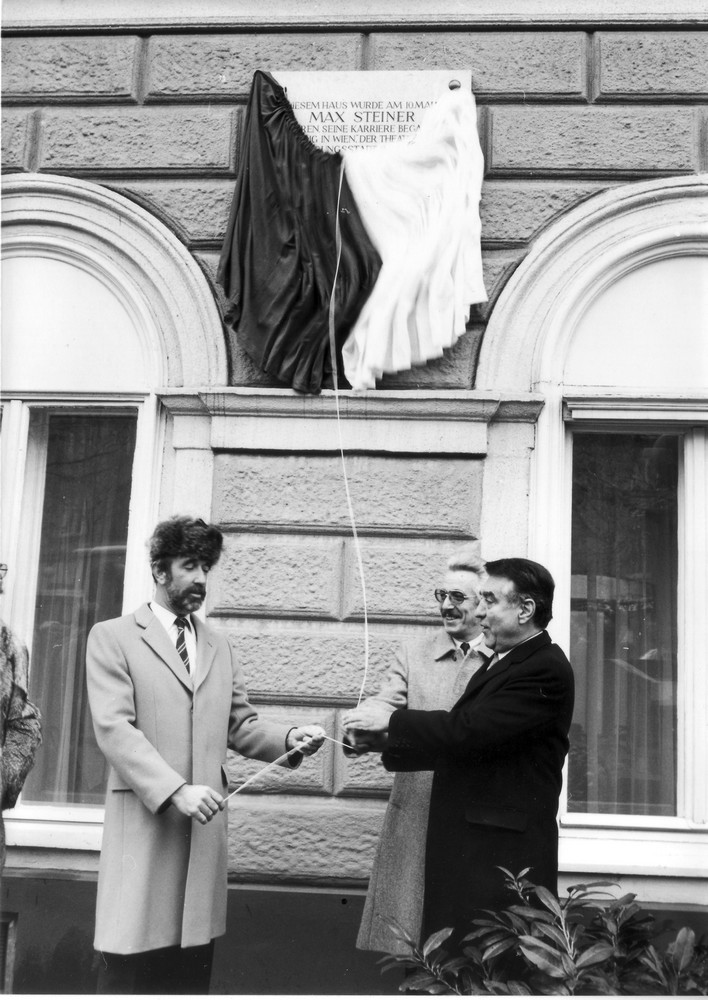
Enthüllung der Gedenktafel (v.l. R. Blumauer, H. Weißmann, H. Zilk)
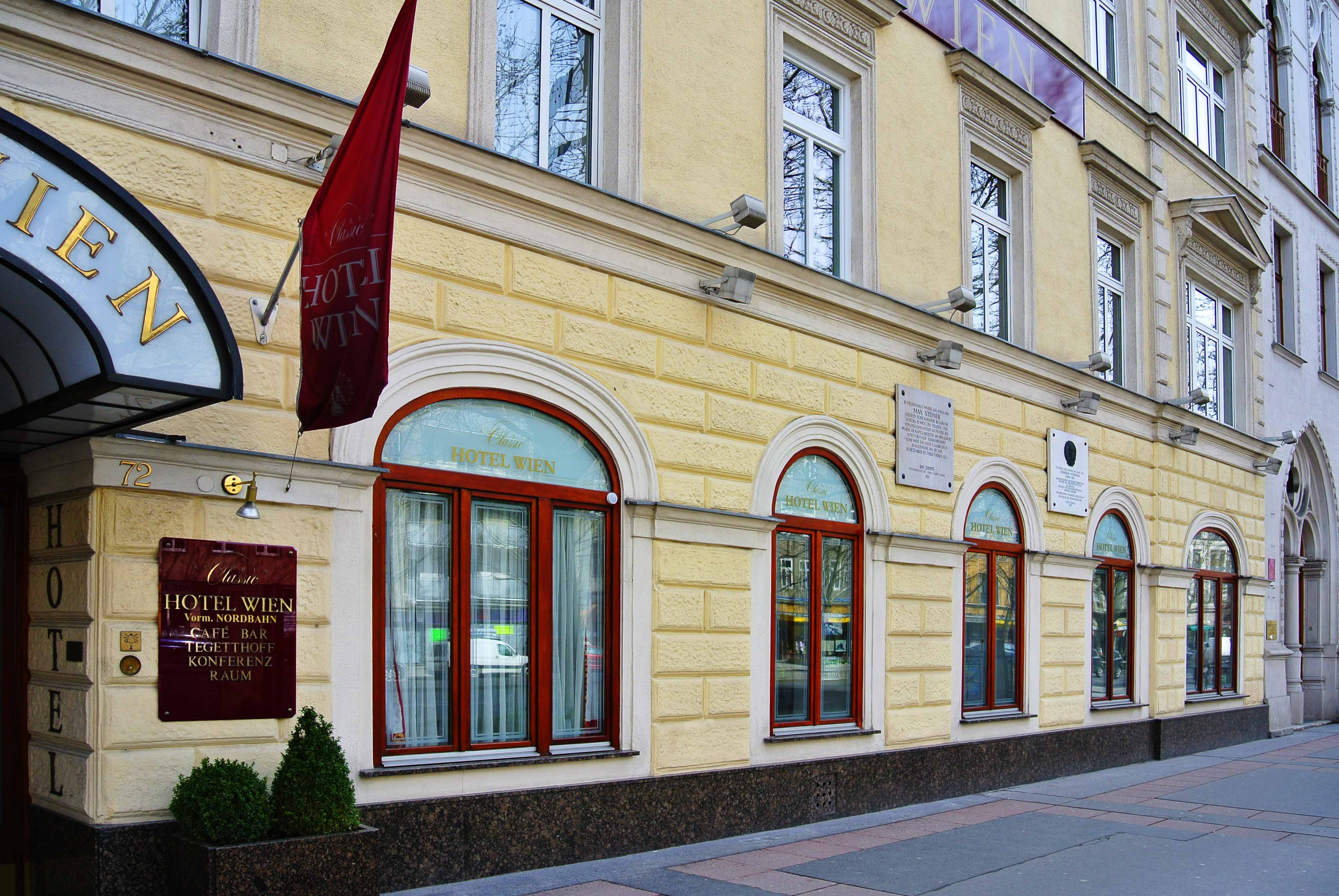
Die Gedenktafeln an der Hotelfassade

## Zertifikate
- 2012/13: „Zertifikat für Exzellenz 2013“ von TripAdvisor und „Top Hotel 2013“ bei Holidaycheck[10]
- 2011: „Zertifikat für Exzellenz 2011“ von TripAdvisor
- 2010: RAL-Gütezeichen 50plus Hotels[11]